# Überberg (Wipperfürth)
Überberg ist eine Ortschaft in der Gemeinde Wipperfürth im Oberbergischen Kreis im Regierungsbezirk Köln in Nordrhein-Westfalen (Deutschland).

## Lage und Beschreibung
Der Ort liegt im Südwesten der Stadt Wipperfürth auf einer Anhöhe zwischen dem Schwarzenbach und dem Wipperfelder Bach. Nachbarorte sind Grund, Wipperfeld, Julsiefen und Unterschwarzen.
Der Ort gehört zum Gemeindewahlbezirk 160 und damit zum Ortsteil Wipperfeld.

## Geschichte
1443 wird der Ort erstmals unter der Bezeichnung „ultra Montern“ beziehungsweise „supra Montern“ in einer Einkunfts- und Rechteliste des Kölner Apostelstiftes genannt. Die Karte Topographia Ducatus Montani aus dem Jahre 1715 zeigt vier Höfe und bezeichnet diese mit „Überberg“. Die Topographische Aufnahme der Rheinlande von 1824 zeigt auf umgrenztem Hofraum unter dem Namen „Ueberberg“ fünf getrennt voneinander liegende Grundrisse. Auf der Preußischen Uraufnahme von 1844 lautet die Ortsbezeichnung „Hof Oberberg“. Ab der topografischen Karte der Jahre 1893 bis 1896 lautet die Ortsbezeichnung Überberg.
Aus dem Jahre 1864 stammt ein im Ortsbereich stehendes Wegekreuz aus Sandstein, das heute unter Denkmalschutz steht – ebenso das Fachwerkhaus Überberg 3, das aus dem Jahr 1598 stammt und einen bemerkenswerten, 2-fach vorkragenden Fachwerkgiebel mit viertelkreisförmigen Fußstreben besitzt.

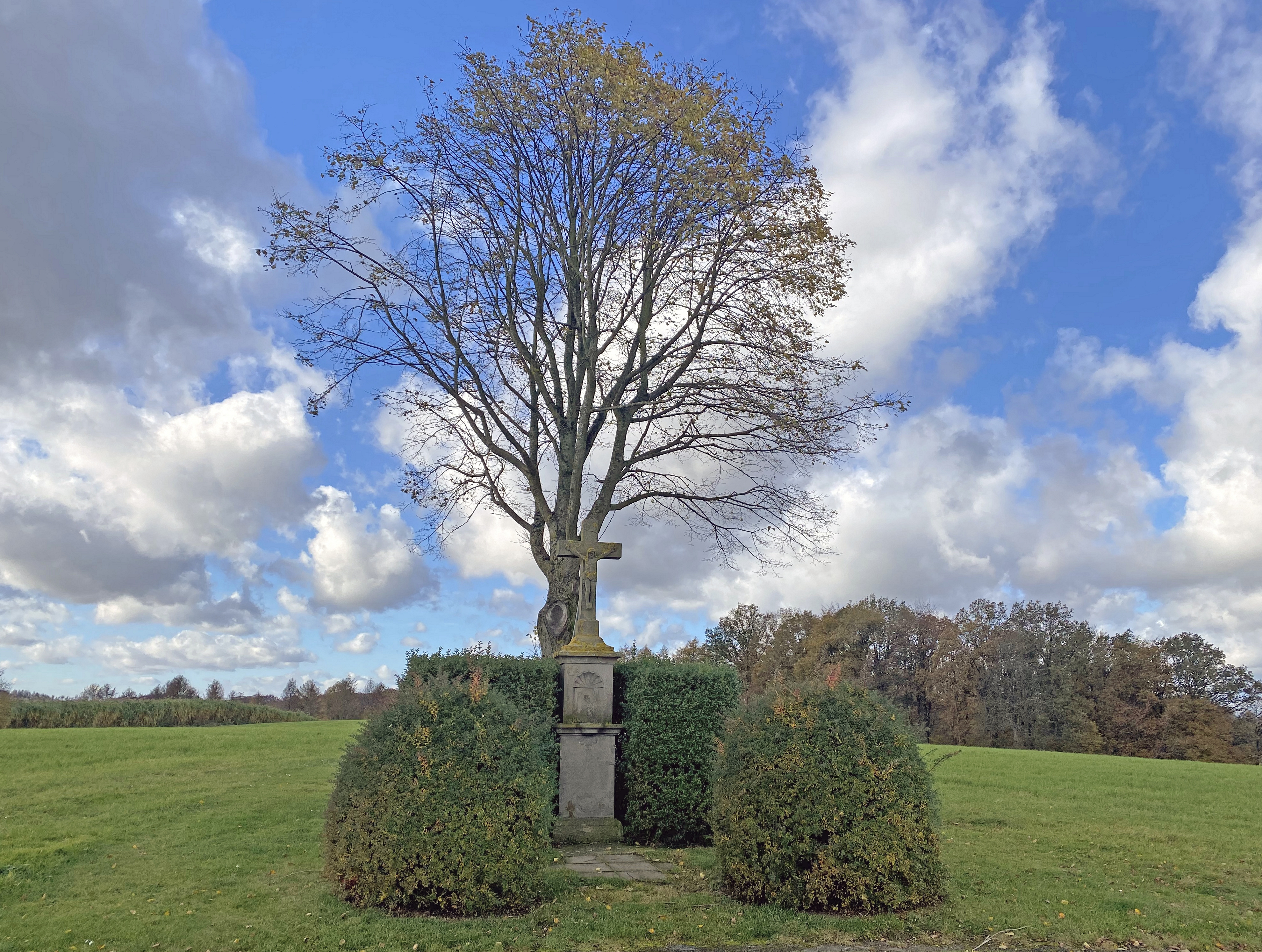
Wegekreuz (1842) „Am Bierenbömchen“ zwischen Überberg und Wipperfeld

## Busverbindungen
Über die Haltestelle Unterschwarzen und Wipperfeld Wende der Linie 427 (VRS/OVAG) ist Überberg an den öffentlichen Personennahverkehr angebunden.

## Wanderwege
Der vom SGV ausgeschilderte örtliche Rundwanderweg A2 führt durch den Ort, in Richtung Wipperfeld nach Norden, vorbei an einem Aussichtspunkt, an dem das Wegekreuz „Am Bierenbömchen“  – ebenfalls ein Baudenkmal (1842) – aufgestellt worden ist.

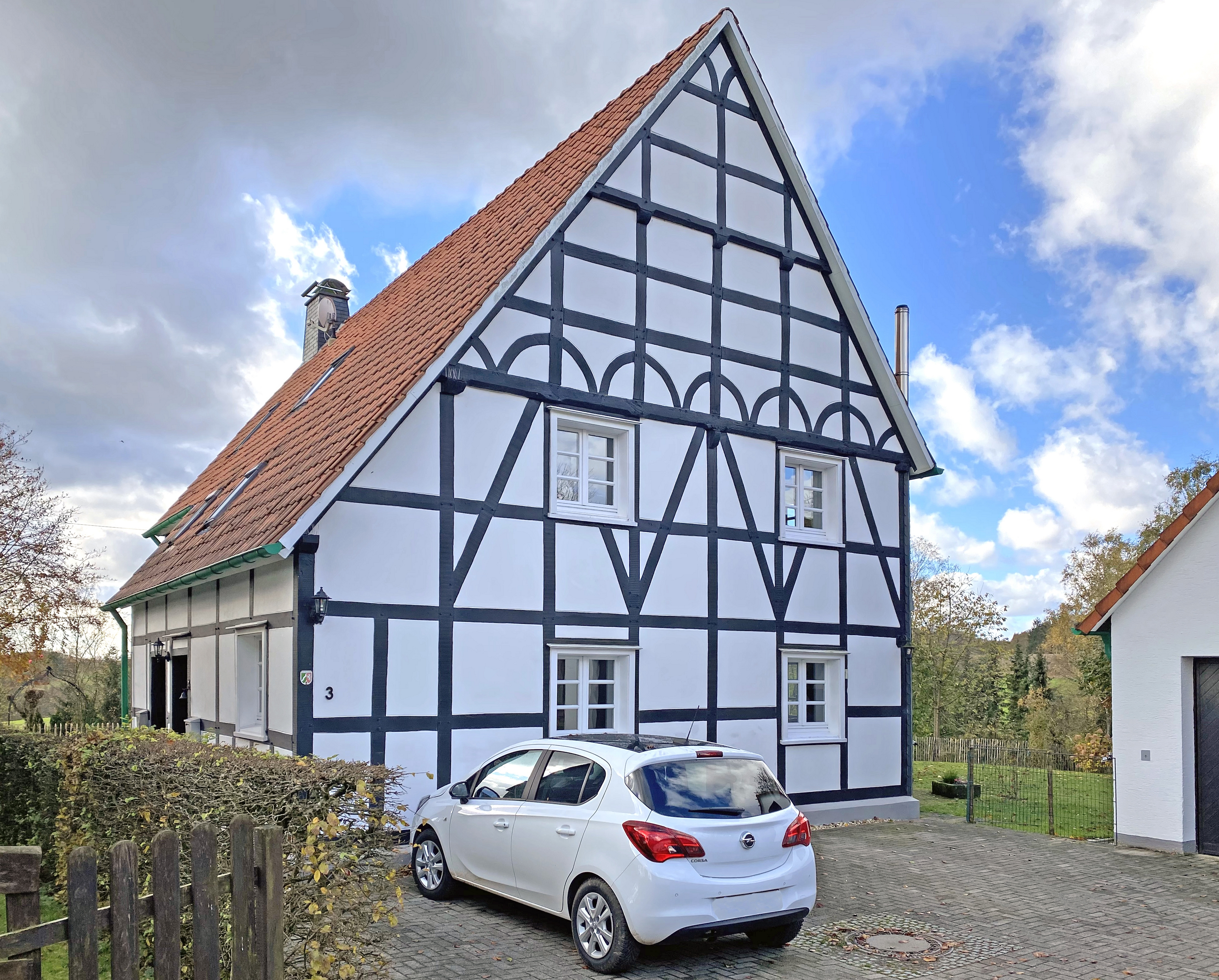
Baudenkmal Überberg 3 Fachwerkhaus (1598)
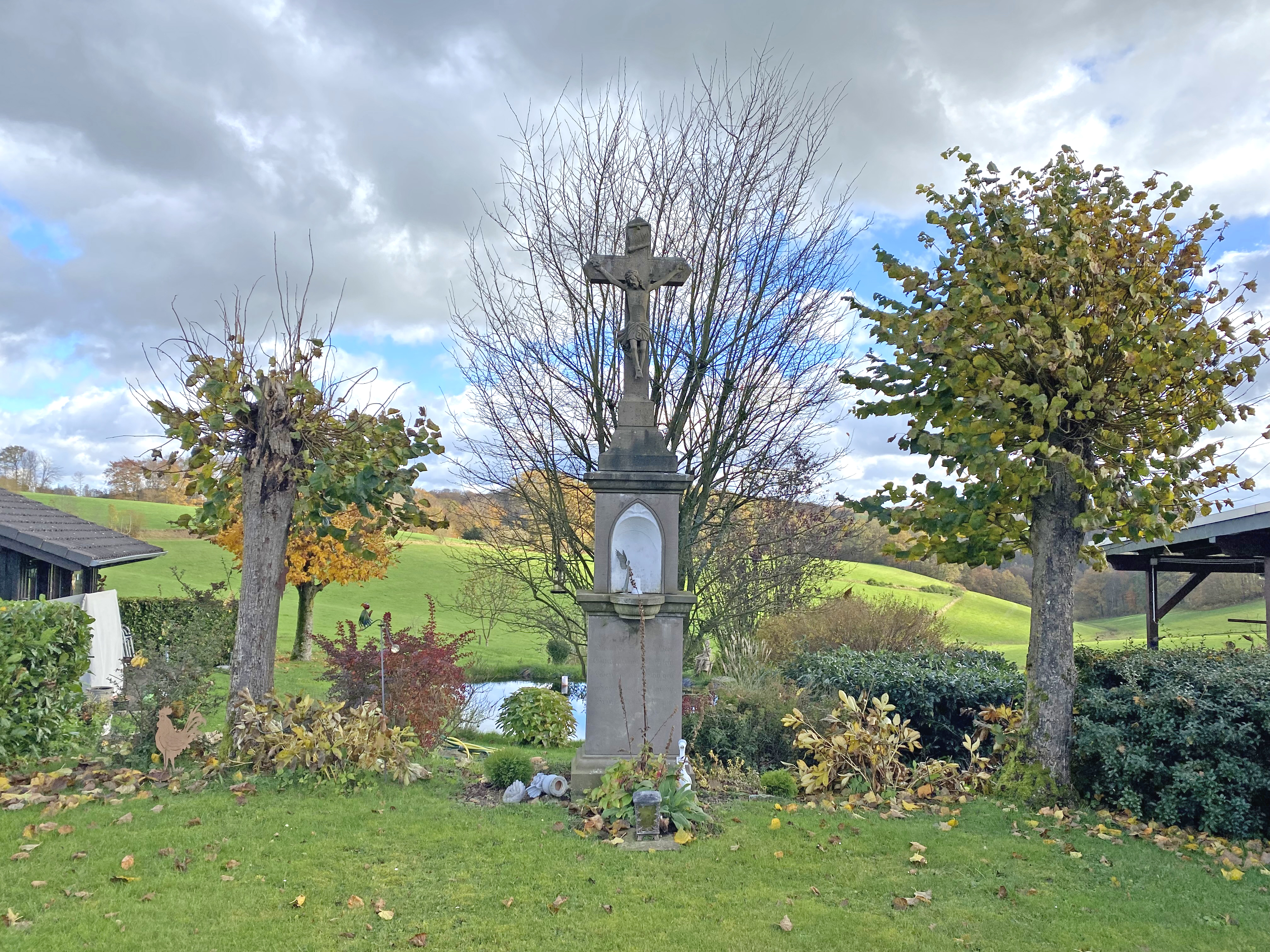
Wegekreuz (1864) in Überberg